# Геррозавры
Геррозавры (лат. Gerrhosauridae) — семейство ящериц инфраотряда сцинкообразных.

## Биология
Геррозавры — это ящерицы, которые имеют блестящую окраску, а тело у них покрыто крупными чешуями, которые расположены правильными продольными и поперечными рядами. Покрывающие голову крупные симметрично расположенные щитки величиной и формой очень напоминают таковые у настоящих ящериц. Приурочены к разным биотопам, хотя преобладают жители засушливых и полузасушливых мест обитания, также есть лесные жители и полуводные. Все ведут дневной образ жизни, гелиотермичны.
У Gerrhosaurus и Cordylosaurus на теле есть твёрдые, прочные чешуи, которые служат им для защиты. Хорошо лазают по скалам. У  Tetradactylus  формируются в зависимости от морфологии разнообразные формы тела: уменьшённые конечности (передние или задние), у некоторых передние конечности отсутствуют, а задние крошечные.
Некоторые таксоны, которые живут в лугах, имеют удлинённую форму тела и передвигаются с помощью бокового изгибания тела. Gerrhosaurines являются яйцекладущими.
Обитают на юге Сахары и на Мадагаскаре.
К семейству геррозавров относится небольшая группа африканских видов, по ряду признаков занимающих промежуточное положение между сцинками и настоящими ящерицами. С первыми их объединяет наличие сходного по структуре костного панциря из подстилающих роговую чешую пластинок, со вторыми — некоторые общие особенности в строении черепа, расположении и форме зубов, а также наличие на бедрах продольных рядов бедренных пор. У представителей большинства родов, как и у поясохвостов, имеется продольная боковая складка кожи, отделяющая с каждой стороны тела спинную сторону от брюшной.

## Представители
Gerrhosaurus skoogi  — песочный водолаз или песочный пловец, живёт в дюнах и является всеядным существом.
Мадагаскарский Tracheloptychus и Zonosaurus менее «бронированы» и кажутся подобными сцинку. Живут в дюнах и засушливых лесах. Покрыты чешуями. Всеядны. Хотя насекомые и другие членистоногие являются основной пищей, но зачастую в рацион входят и растения. Крупные виды часто охотятся на маленьких позвоночных животных. Размер кладки очень маленький, от 2 до 6 яиц. Он скорее всего не связан с размером тела.Tracheloptychus и Zonosaurus отличаются от остальных геррозавров сильно ребристой чешуёй, отсутствием на теле боковой складки; интересны тем, что обладают расположенными впереди ушного отверстия крупными подвижными чешуями, играющими, видимо, роль закрывающего ухо клапана. Это приспособление и тот факт, что ящерицы держатся на речных отмелях, дают возможность полагать, что они ведут связанный с водой образ жизни.
Самый большой геррозавр G. validus, имеет размер кладки 2-4 яйца.
Желтогорлый геррозавр (G. flavigularis) широко распространён по всей Южной Африке, кроме пустыни Калахари и пустынных районов на юго-западе. Сверху эта ящерица коричневато-оливкового цвета с двумя проходящими по бокам тела белыми или лимонно-жёлтыми исчезающими на хвосте полосами, пространство между которыми занято продольными рядами тёмных пятен или коротких полос. В период размножения бока и нижняя сторона головы приобретают интенсивную жёлтую или оранжево-красную окраску, откуда и происходит название вида. Живут желтогорлые геррозавры в травянистых и кустарниковых зарослях, где роют глубокие норы. Пища состоит из различных насекомых, пауков, многоножек, а также мелких ящериц и птенцов. В конце лета самка закапывает в землю 4—6 заметно вытянутых яиц, и вылупляющиеся впоследствии молодые ящерицы самостоятельно выбираются на поверхность.

## Классификация
В семействе геррозавров (Gerrhosauridae) 7 родов с 37 видами:
- Broadleysaurus
- Cordylosaurus — Кордилозавры
- Gerrhosaurus — Геррозавры
- Matobosaurus
- Tetradactylus — Тетрадактилюсы, или четырёхпалые поясохвосты
- Tracheloptychus — Трахелоптихусы
- Zonosaurus — Зонозавры